# 세라데 쁘띠
세라데 쁘띠(Serrade petit)는 프랑스에서 온 자연적인 고양이 품종이다. 새로운 고양이 품종이기 때문에 아직 품종 기준이 없다. 세라데 쁘띠는 짧은 털과 가늘고 섬세한 질감과 긴 꼬리를 가진 작은 몸을 가지고 있다. 이 종은 크고 꼿꼿한 귀와 큰 눈을 가진 작은 머리를 가지고 있다.

## 특징
세라데 쁘띠은 적응력이 뛰어난 고양이이다. 이 고양이는 꽤 똑똑한 조용한 고양이이다.